# Orgelbau Merten
Die Firma Orgelbau Merten in Remagen, Rheinland-Pfalz, ist ein seit 1995 bestehendes Orgelbauunternehmen.

## Geschichte
Siegfried Merten (* 1956) erlernte den Orgelbau bei der Firma Weyland in Leverkusen. Nach der Gesellenzeit bei Johannes Klais Orgelbau in Bonn wurde Merten in den 1990er Jahren mit Restaurierungen beauftragt. 1994 schloss er die Meisterprüfung als Orgelbauer erfolgreich ab. Ein Jahr später gründete er die Orgelbaufirma Merten in Gelsdorf. Als das Unternehmen expandierte und ein neues Gelände gesucht wurde, bot die Gemeinde Grafschaft ungünstige Voraussetzungen, weil dort aufgrund des Bonn-Berlin-Ausgleichs auswärtige Firmen bevorzugt wurden. Daraufhin verlegte Merten 2003 die heutigen Werkstatträume nach Remagen. Seit 2018 führt Martin Hiltmann (geb. Kauert) das Unternehmen als Nachfolger von Siegfried Merten unter dem Namen des Firmengründers weiter. Neben zahlreichen Neubauten und Restaurierungen hat sich die Firma auch auf die Renovierung und Restrukturierung bestehender Orgeln spezialisiert.

## Werkliste (Auswahl)
| Jahr      | Ort                                  | Kirche                       | Bild | Man.  | Reg.    | Bemerkungen/Quellen |
| --------- | ------------------------------------ | ---------------------------- | ---- | ----- | ------- | --- |
| 1976      | Hamburg                              | Hausorgel Christoph Schoener |      | III/p | 3       | Neubau mit 3 Koppelmanualen als Gesellenstück für Klaus Germann |
| 1996/1997 | Ringen (Grafschaft)                  | St. Dionysius                |      | II/P  | 20      | Restaurierung der Orgel von Gerhardt (1911/1912), Boppard, der Teile der Vorgängerorgel in den Neubau einbezog |
| 1999      | Gelsdorf                             | St. Walburga                 |      | II/P  | 16      | Restaurierung und Rekonstruktion der Orgel von Johannes Klais Orgelbau (1886) |
| 2000      | Taschkent (Usbekistan)               | röm.-kath. Kathedrale        |      | II/P  | 24      | Technischer Neubau unter Verwendung des Pfeifenwerkes der Orgel von Ernst Seifert (Bergisch Gladbach) aus St. Paulus Bonn-Beuel |
| um 2001   | Eckendorf                            | St. Cosmas und St. Damian    |      | II/P  | 10      | Restaurierung und Rekonstruktion der Orgel von Johannes Klais Orgelbau (1901) |
| 2002      | Frömern                              | Johanneskirche               |      | II/P  | 17      | Restaurierung der Orgel von Friedrich Ladegast (1879) |
| ~ 2004    | Witterschlick                        | Jesus-Christus-Kirche        |      | II/P  | 9       | Neubau mit 8 Wechselschleifen |
| 2005      | Antweiler (Mechernich)               | St. Johann Baptist           |      | II/P  | 17      | Neubau mit 6 Transmissionen im Pedal |
| 2005      | Kesseling                            | St. Petrus und Maternus      |      | II/P  | 22      | Restaurierung der Orgel von Ibach (1885) |
| 2006      | Pech (Wachtberg)                     | Gnadenkirche                 |      | II/P  | 13 (14) | Neubau |
| 2006      | Holthausen (Plettenberg)             | Martin-Luther-Kirche         |      | II/P  | 13      | Technischer Neubau mit elektrischen Trakturen |
| 2007      | Leverkusen-Rheindorf                 | Hoffnungskirche              |      | II/P  | 12      | Technischer Neubau unter Verwendung von Teilen der Stutz-Orgel aus der Vorgängerkirche (Paul-Gerhardt-Kirche). |
| 2007      | Koblenz                              | Liebfrauenkirche             |      | III/P | 37      | Restaurierung und Umbau der Orgel von Simon (1987) |
| 2007      | Merscheid                            | Mariä Empfängnis             |      | II/P  | 19      | Umsetzung und Renovierung einer englischen Orgel von Peter Conacher (1890) |
| 2008      | Meiderich                            | Ev. Kirche                   |      | III/P | 43      | Renovierung der Orgel von Stahlhuth (1964) |
| ~ 2010    | Remagen                              |                              |      | I     | 3       | Neubau einer Truhenorgel, die als Interimsinstrument ausgeliehen wird |
| 2011      | Miesenheim                           | St. Kastor                   |      | II/P  | 27 (28) | Wiederaufbau und Reorganisation einer englischen Orgel von Albert Keates (1896). |
| 2012      | Alzheim                              | St. Martin                   |      | II/P  | 14      | Neubau im vorhandenen Gehäuse. Sämtliche Register mit Ausnahme des Prinzipal 8′ stehen in einem Generalschweller. |
| 2013      | Solingen-Krahenhöhe                  | St. Josef                    |      | III/P | 28      | Neubau mit elektrische′n Trakturen. Das dritte Manual dient dazu, das Pedalwerk auch manualiter anzuspielen. → Orgel |
| 2014      | Sindorf (Kerpen)                     | Christuskirche               |      | II/P  | 14      | Technischer Neubau unter Verwendung der Vorgängerorgel von Willi Peter (1957) |
| 2014      | Dernau                               | St. Johannes Apostel         |      | II/P  | 14      | Renovierung und Einbau neuer Register in die Orgel von Johannes Klais Orgelbau (1934) hinter historischem Prospekt (um 1770) |
| 2015      | Olfen                                | St. Vitus                    |      | II/P  | 30 (31) | Technischer Neubau unter Verwendung 10 Registern der bestehenden Fleiter-Orgel (1883/1929/1975) sowie 20 Registern einer englischen Willis-Orgel aus dem Jahr 1872. Diese war ursprünglich für eine Kirche in Lancester erbaut und 1950 nach Liverpool verkauft worden. |
| 2016      | Solingen                             | Dorper Kirche                |      | II/P  | 30      | Restaurierung und Umgestaltung der Orgel von Weyland (1954) |
| 2018      | Neunkirchen (Neunkirchen-Seelscheid) | St. Margareta                |      | III/P | 36 (41) | Neubau unter Verwendung von Spieltisch und Pfeifenwerk einer englischen Walker-Orgel aus Bournville (1926). Zurzeit sind die Register für das dritte Manual aus finanziellen Gründen noch nicht eingebaut, weshalb die Orgel zurzeit nur 27 (31) besitzt.               |
| 2020      | Trier-Ehrang                         | Evangelische Kirche          |      | III/P | 38      | Neubau unter Einbezug von Registern der Vorgänger-Orgel (Willi Peter, 1966) → Orgel |
| 2021      | Altenkirchen                         | Christuskirche               |      | III/P | 34      | Sanierung der Orgel von Walcker (1955) |
| 2022      | Köln                                 | Stephanuskirche              |      | II/P  | 14      | Neubau unter Einbezug eines Instruments von Gebr. Späth Orgelbau aus dem Jahr 1968 |